# NSホールディングス
株式会社NSホールディングス（エヌエスホールディングス）は、新潟県新潟市東区に本社を置く、自動車ディーラーなどを傘下に持つ持株会社。

## 概要
新潟県に日産とルノーの自動車を販売しているディーラー事業を中心としたグループ企業。

## 沿革
- 1938年（昭和13年）8月2日 - 新潟市流作場に会社創設：資本金20万円。大型ニッサントラックの販売を開始。取締役社長には中野四郎太が就任。
- 1939年（昭和14年）4月 - ダットサン乗用車の販売を開始。
- 1946年（昭和21年）9月 - 取締役社長に中野欽治が就任。
- 1948年（昭和23年）- 新潟日産自動車労働組合を結成。
- 1962年（昭和37年）4月 - 新潟日産自動車の本社を新潟市榎町に新築。
- 1965年（昭和40年）12月 - 取締役社長に高杉儀平が就任。
- 1971年（昭和46年）5月 - 代表取締役に上原廉三が就任。
- 1983年（昭和58年）5月 - 代表取締役に上原明が就任。
- 1985年（昭和60年）12月 - 新潟日産車体株式会社を設立。
- 1996年（平成8年）10月 - 日産佐渡販売株式会社を設立。
- 1999年（平成11年）- 専売車種の廃止により、ブルーステージ販売店に変更。
- 2005年（平成17年）- 販売車種の統一により全車種取扱いに変更。
- 2006年（平成18年）10月 - 新潟日産新潟店がスイングスクエア店としてグランドオープン。
- 2012年（平成24年）
  - 1月 - 新潟日産上越店がグランドオープン。
  - 5月 - 代表取締役に上原洋明が就任。
- 2014年（平成26年）
  - 6月 - 新潟日産長岡新産店が新規オープン。
  - 10月 - 新潟日産黒崎店が新規オープン。
- 2016年（平成28年）8月1日 - 新潟日産がNSホールディングスに社名変更、あわせて日産サティオ新潟を統合。同日、新潟日産・日産サティオ新潟を新設分割してスタート。
- 2018年（平成30年）8月 - 創立80周年記念式典を朱鷺メッセにて開催。
- 2019年（平成31年）4月 - 日産サティオ新潟三条店がグランドオープン。

## グループ企業
- 新潟日産自動車株式会社
- 株式会社日産サティオ新潟
- 新潟日産車体株式会社
- UDトラックス新潟株式会社
- 日産部品新潟販売株式会社